# نادي كيرلا بلاستيرز
نادي كيرلا بلاستيرز (بالإنجليزية: Kerala Blasters FC)‏ نادي كرة قدم هندي تأسس عام 2014 يلعب في الدوري السوبر الهندي